# 4733 ORO
4733 ORO este un asteroid din centura principală, descoperit pe 19 aprilie 1982 de Oak Ridge Obs..